# Corredor de Temminck
El corredor de Temminck (Cursorius temminckii) és una espècie d'ocell de la família dels glareòlids (Glareolidae) que s'estén de manera ampla per les zones de camp obert de l'Àfrica Subsahariana.